# 須賀古麻比留
須賀 古麻比留（すが の こまひる、生没年不詳）は、8世紀前葉に日本の東北地方にいた蝦夷の有力者である。姓（カバネ）は君。霊亀元年（715年）に閇村に郡家を建てるよう求めて認められた。

## 人物
須賀君古麻比留の姓である君は、蝦夷の有力者のものとして例が多い。須賀は地名の可能性があるが不明。
『続日本紀』の霊亀元年（715年）10月丁丑（29日）条にのみ見える。それによれば、蝦夷の須賀君古麻比留は、先祖以来常にこの地で採れる昆布を貢献して毎年欠かさなかったが、国府郭下までの道が遠く往還に旬をかさね、辛苦がはなはだしいので、閇村に郡家を建て、親族ともども永く貢を欠かさないようにしてほしい、と陸奥国に願い出た。陸奥国は建郡の許可を求めて中央に仰ぎ、許された。

## 諸学説
古麻比留が昆布を納めていた陸奥国府は、年代的に、現在の宮城県仙台市に位置する郡山遺跡にあたる。閇村とは、地名としては後の閉伊郡にあたり、三陸海岸に面した地である。かつては、当時の日本の支配領域からあまりに遠いという感覚から、閇伊地方への建郡を疑う見解もあった。しかし、青森県八戸市の田面木平遺跡の竪穴建物から7世紀後半の須恵器などが出土すると、三陸海岸北部がこの頃既に中央と強い関係をもっていたとみなせるようになった。
閇村に建てられた郡は内国の郡とは異なり、緩い貢納関係で律される蝦夷郡にあたると考えられる。
史料的には7、8世紀に蝦夷が多く上京して朝貢したことが知られており、それが9世紀になると陸奥・出羽両国に対するものに変わる。8世紀段階の令制国に対する「貢献」の記事は、この須賀古麻比留の一族に関するものの他には、渡島蝦狄（北海道の蝦夷）によるものだけである。この当時の地方官衙への貢納は、支配関係が弱い人々に課されているのではないかとする説がある。